# Навардаускас, Рамунас
Раму́нас Наварда́ускас (лит. Ramūnas Navardauskas; род. 30 января 1988 в Шилале, Литва) — литовский профессиональный шоссейный велогонщик, выступающий с 2019 года за команду «Nippo–Delko–One Provence». Шестикратный чемпион Литвы в шоссейных гонках и бронзовый призёр чемпионата мира.

## Карьера
Первый профессиональный контракт Навардаускас подписал в 2007 году с командой Klaipeda — Splendid. В дебютном году он стал чемпионом Литвы в групповой гонке, а в разделке занял четвёртое место. В 2008 году литовец выступил в юниорском составе своей сборной на чемпионате мира и занял в индивидуальной гонке 26-е место.
Высокие результаты Навардаускас показал в 2010 году, выступая в составе любительской команды Vélo Club La Pomme Marseille. Он выиграл молодёжную версию знаменитой классической гонки Льеж — Бастонь — Льеж, а в молодёжных версиях Тура Фландрии и Париж — Рубэ он был четвёртым и восьмым соответственно.
В 2011 году литовец подписал контракт с командой Garmin-Cervélo. Он повторно выиграл чемпионат Литвы в групповой гонке, стал вторым в индивидуальной гонке и выступил в своём первом Тур де Франс, который он закончил на 156-й позиции.
2012 год Навардаускас начал достаточно неплохо, заняв восьмые места на недельных Туре Катара и Туре Омана. Эти результаты позволили Рамунасу войти в состав своей команды на Джиро. Итальянскую многодневку он начал очень мощно, став пятым в стартовой разделке, а после победы Garmin-Barracuda в командой гонке на четвёртом этапе Навардаускас стал первым литовцем, завоевавшим розовую майку. В качестве лидера общего зачёта Навардаускас провел два этапа, уступив первенство итальянцу Адриано Малори по итогам шестого этапа. 
На Тур де Франс 2014 Рамунас выиграл 19-й этап. За 20 км до финиша его напарник Слагтер атаковал и тем самым подготовил решающую атаку для Навардаускаса. Рамунас оторвался примерно на 23 секунды от пелетона и удержал преимущество до финиша. Также победа возможно произошла из-за завала, произошедшего за 2,7 километра до финиша.

## Достижения
2007
1-й  Чемпионат Литвы в групповой гонке
4-й Триптик де Барраж
7-й Гран-при Тарту
9-й Тур Олимпии
2008
4-й Гран-при Таллин — Тарту
5-й Кубок мера
9-й Гран-при Рига — Юрмала
10-й Тур Хубаля
2009
3-й  Чемпионат Литвы в индивид. гонке
2010
1-й Льеж — Бастонь — Льеж U23
Чемпионат Литвы
2-й  Групповая гонка
3-й  Индивидуальная гонка
4-й Петли Майена
1-й Этап 2
5-й Ронд де л'Исар
1-й Этап 2
7-й Париж — Рубе U23
2011
Чемпионат Литвы
1-й  Групповая гонка
2-й  Индивидуальная гонка
1-й Этап 2 (КГ) Тур де Франс
3-й Стер ЗЛМ Тур
2012
Чемпионат Литвы
1-й  Индивидуальная гонка
3-й  Групповая гонка
1-й Этап 4 (КГ) Джиро д’Италия
2-й Тур Дании
8-й Чемпионат мира в групповой гонке
8-й Тур Омана
8-й Тур Катара
1-й  Молодёжная классификация
1-й Этап 2 (КГ)
2013
1-й Этап 2 Тур Романдии
1-й Этап 11 Джиро д’Италия
Чемпионат Литвы
3-й  Индивидуальная гонка
6-й Групповая гонка
2014
Чемпионат Литвы
1-й  Индивидуальная гонка
4-й Групповая гонка
1-й  Круг Сарты
1-й Этап 4
1-й Этап 19 Тур де Франс
3-й Гран-при Квебека
4-й Тур Альберты
1-й  Очковая классификация
4-й Гран-при Монреаля
2015
1-й  Круг Сарты
Чемпионат Литвы
1-й  Индивидуальная гонка
2-й  Групповая гонка
3-й  Чемпионат мира в групповой гонке
3-й Гран-при Плуэ
4-й Тур Баварии
2016
1-й  Чемпионат Литвы в групповой гонке
4-й Трофео Поррерас
6-й Гран-при Ларчано
7-й Стер ЗЛМ Тур
8-й Трофео Пальма
2017
7-й Вуэльта Сан-Хуана
1-й Этап 3 

## Статистика выступлений

### Гранд-туры
| Гонка           | 2011 | 2012 | 2013 | 2014 | 2015 | 2016 |
| --------------- | ---- | ---- | ---- | ---- | ---- | ---- |
| Джиро д'Италия  | –    | 137  | 87   | –    | –    | 122  |
| Тур де Франс    | 157  | –    | 120  | 141  | 143  | 134  |
| Вуэльта Испании | –    | –    | –    | –    | –    | –    |

| — | Не участвовал |